# ピネライス
ピネライスは、京都市のご当地グルメ。チャーハンにトンカツを乗せカレーソースをかけたワンプレート洋食である。
京都での知名度は高いが、他の地域ではあまり知られていない。
洋食店「キッチンゴン 西陣店」（1970年創業）のオーナーシェフ・権藤吉彦が、アメリカ合衆国で修業していたときに「ボリュームのある美味しい洋食を、気軽に食べてほしい」という思いから考えついた。
名称の「ピネ」とは「薄いカツ」という意味であるが、これは権藤が修行中にカツを揚げていた際に、フランス人から「もっと小さくしろ」という意味で「フィネ」と言われていたのが「ピネ」に聞こえたことが由来とされる。権藤が「ピネ」とは「薄いカツ」だと勘違いしたことから、料理名となった。なお、「フィネ（fine）」は「薄い」を表すフランス語の俗語である。
定番は上記のようにチャーハン、トンカツ、カレーであるが、チャーハンをドライカレーやガーリックチャーハンに換える、カレーをハヤシライスに換える、トンカツを牛カツに換えるといったアレンジもある。
チャーハン、カレー、カツという誰もが好きな料理を同時に食することができるというのが受けたのと、トッピングや味つけのバリエーションが豊富であることで、リピーターを獲得し、人気となったのではないかと推測されている。
2024年には、ローソンから「キッチンゴン監修 ピネライス」が近畿地方限定で発売された。